# Skerhólmur
Skerhólmur es un pequeño islote situado en el medio de Sørvágsfjørður en la isla de Vágar, Islas Feroe. Está deshabitada.